# Zakrzówek (gemeente)
De gemeente Zakrzówek is een landgemeente in het Poolse woiwodschap Lublin, in powiat Kraśnicki.
De zetel van de gemeente is in Zakrzówek (tot 30 december 1999 Zakrzówek-Osada genoemd).
Op 30 juni 2004 telde de gemeente 7044 inwoners.

## Oppervlakte gegevens
In 2002 bedroeg de totale oppervlakte van gemeente Zakrzówek 99,08 km², waarvan:
- agrarisch gebied: 89%
- bossen: 5%

De gemeente beslaat 9,86% van de totale oppervlakte van de powiat.

## Demografie
Stand op 30 juni 2004:
| Omschrijving                   | Totaal | Totaal | Vrouwen | Vrouwen | Mannen | Mannen |
| ------------------------------ | ------ | ------ | ------- | ------- | ------ | ------ |
| eenheid                        | aantal | %      | aantal  | %       | aantal | %      |
| inwoners                       | 7044   | 100    | 3607    | 51,2    | 3437   | 48,8   |
| bevolkingsdichtheid (inw./km²) | 71,1   | 71,1   | 36,4    | 36,4    | 34,7   | 34,7   |

In 2002 bedroeg het gemiddelde inkomen per inwoner 1189,08 zł.

## Administratieve plaatsen (sołectwo)
Bystrzyca, Góry, Józefin, Lipno, Majdan-Grabina, Majorat, Rudki, Rudnik Pierwszy, Rudnik Drugi, Studzianki, Studzianki-Kolonia, Sulów, Świerczyna, Zakrzówek, Zakrzówek Nowy, Zakrzówek-Wieś.

## Overige plaatsen
Kopaniny, Masne Doły, Masne Doły-Kolonia, Tartak, Zadworze, Zakrzówek-Rudy.

## Aangrenzende gemeenten
Batorz, Bychawa, Kraśnik, Strzyżewice, Szastarka, Wilkołaz, Zakrzew